# Peter Outerbridge

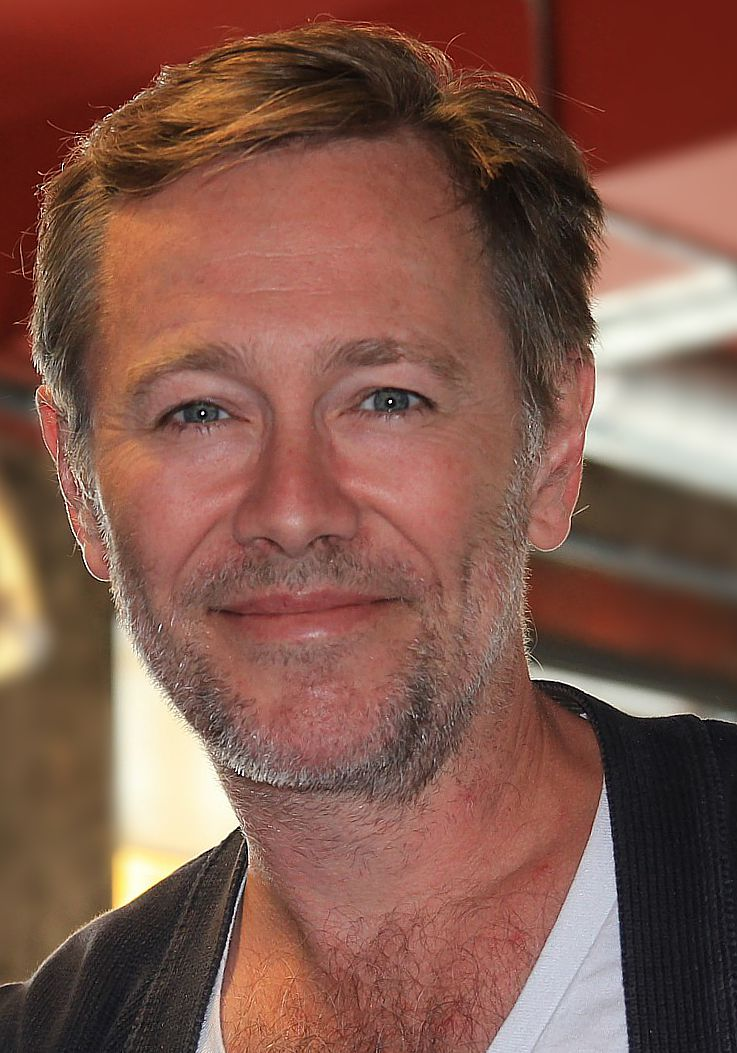
Peter Outerbridge, 2013

Peter Outerbridge (* 30. Juni 1966 in Toronto) ist ein kanadischer Schauspieler.

## Leben
Peter Outerbridge ist in Toronto geboren und aufgewachsen. Er hat zwei ältere Schwestern und zwei ältere Brüder. Seine Vorfahren stammen aus Schweden und von den Bermudas. Seine Großeltern väterlicherseits waren in den 1920ern als Missionare in China. Als sie nach Kanada zurückkehrten, wurde sein Großvater Priester in der protestantischen Unierten Kirche im nördlichen Ontario.
Nach der High School zog Outerbridge nach British Columbia, um an der Universität von Victoria Schauspiel zu studieren. Danach war er vier Jahre in der Theatergruppe Way Off Broadway und tourte durch Kanada.
Im Thriller Der Preis der Schönheit (1991) spielte er die männliche Hauptrolle neben Jennifer Rubin, deren Charakter romantisch an ihm interessiert war.
1997 und 2002 wurde Outerbridge für kanadische Genie Awards nominiert, nämlich als bester Hauptdarsteller für die Filme Kissed und Marine Life. Weiterhin wurde er zwischen 1996 und 2007 8 Mal für seine Leistungen im Fernsehen bei den Gemini Awards nominiert. Seinen größten internationalen Erfolg feierte er jedoch bislang als Hauptdarsteller (David Sandström) in der kanadischen Science-Fiction-Serie ReGenesis.
Seit Mai 2000 ist Peter Outerbridge mit der kanadischen Schauspielerin Tammy Isbell verheiratet und hat mit ihr zwei Söhne.

## Filmografie (Auswahl)
- 1990: 21 Jump Street – Tatort Klassenzimmer (21 Jump Street, Fernsehserie, Folge 5x05: Falscher Verdacht)
- 1991: Der Preis der Schönheit (Drop Dead Gorgeous)
- 1992: Dick van Dyke – Diagnose Mord (Diagnosis Murder)
- 1993: Cool Runnings – Dabei sein ist alles (Cool Runnings)
- 1991–1993: Der Polizeichef (The Commish, 6 Episoden)
- 1994: Tränen der Liebe (Another Woman)
- 1995: Ihr Leben in seinen Händen (Falling for You)
- 1995: Android 2000 (The Android Affair)
- 1996: Immer näher kommt der Tod (Closer and Closer)
- 1996: Kissed
- 1996: Verraten & verkauft (Captive Heart: The James Mink Story)
- 1997: Mörderjagd – Eine Frau schlägt zu (Murder in My Mind)
- 1997: Nikita (La Femme Nikita, Folge 1.07: Verrat)
- 1997: Michael Hayes – Für Recht und Gerechtigkeit (Michael Hayes, Fernsehserie)
- 1997: Jack Reed: Die jungen Wölfe (Jack Reed: Death and Vengeance)
- 1998–1999: Millennium – Fürchte deinen Nächsten wie Dich selbst (Fernsehserie, 9 Episoden)
- 1999: Better Than Chocolate
- 1999: Fluchtpunkt Mars (Escape from Mars)
- 1999: Zeitreise in die Katastrophe (The Time Shifters)
- 2000: Mission to Mars
- 2000: Karrieregeil (Out of Sync)
- 2001: Pretender – Nichts scheint wie es ist (The Pretender 2001)
- 2002: Spiel der Angst (The Rendering)
- 2002: Monk (Fernsehserie, (1 Episode: Mr. Monk und der Marathon-Mann))
- 2003: 24 (Fernsehserie, 2 Episoden)
- 2003: Cold Creek Manor – Das Haus am Fluss (Cold Creek Manor)
- 2004–2008: ReGenesis (Fernsehserie, 52 Episoden)
- 2005: Land of the Dead (Land of the Dead)
- 2006: Lucky Number Slevin
- 2006: 10.5 – Apokalypse (10.5: Apocalypse)
- 2006: Intimate Stranger
- 2007: Die Geheimnisse von Whistler (Whistler, Fernsehserie, 4 Episoden)
- 2007: In God’s Country
- 2007: My Name is Sarah (Fernsehfilm)
- 2008: Burning Mussolini
- 2008: Sanctuary – Wächter der Kreaturen (Sanctuary, Fernsehserie, 1 Episode)
- 2008: Fringe – Grenzfälle des FBI (Fringe, Fernsehserie, 1 Episode)
- 2009: Deadliest Sea (Fernsehfilm)
- 2009: Burning Mussolini
- 2009: Saw VI
- 2010: Happy Town (Fernsehserie, 7 Episoden)
- 2010–2012: Nikita (Fernsehserie, 14 Episoden)
- 2012:  Beauty and the Beast (Fernsehserie, Episoden 1.03/1.04)
- 2012: Suits (Fernsehserie, 1 Episode)
- 2012: Silent Hill: Revelation
- 2013: Haunter – Jenseits des Todes (Haunter)
- 2014: Darknet – Nur ein Klick zum Horror (Darknet, Fernsehserie)
- 2014: Orphan Black (Fernsehserie, 5 Episoden)
- 2015: The Art of More – Tödliche Gier (The Art of More, Fernsehserie, 5 Episoden)
- 2015: Murdoch Mysteries (Fernsehserie, 1 Episode)
- 2015–2016: 12 Monkeys (Fernsehserie, 2 Episoden)
- 2016: Zoo (Fernsehserie, 9 Episoden)
- 2017: Incorporated (Fernsehserie, 3 Episoden)
- 2017: Pure (Fernsehserie, 6 Episoden)
- 2017: The Expanse (Fernsehserie, 4 Episoden)
- 2018: Giant Little Ones
- 2018: Level 16
- 2019: The Umbrella Academy (Fernsehserie, 3 Episoden)
- 2019: Departure (Fernsehserie, 1 Episode)
- 2019: Ransom (Fernsehserie, 1 Episode)
- 2019: V-Wars (Fernsehserie, 9 Episoden)
- 2021: Batwoman (Fernsehserie, 9 Episoden)
- 2022: In the Dark (Fernsehserie, 4 Episoden)
- 2023: Close to You

## Videospiele
- 2014: Far Cry New Dawn (US Ambassador Synchronisation)